# 로드사이드 어트랙션스
로드사이드 어트랙션스(영어: Roadside Attractions)는 미국의 영화 제작사이자 배급사이다. 2007년, 라이언스게이트는 로드사이드 어트랙션스의 일부를 인수하였다.